# Ceraia tuxtlaensis
Ceraia tuxtlaensis är en insektsart som beskrevs av Márquez Mayaudón 1964. Ceraia tuxtlaensis ingår i släktet Ceraia och familjen vårtbitare. Inga underarter finns listade i Catalogue of Life.